# Model
Modél je pomanjšan posnetek realnosti. Model je tako narejen v določenem merilu, ki nam pove dejanske mere predmeta. Tako je na primer model avtomobila pomanjšan avtomobil izdelan iz različnih materialov.
Model je približek (abstrakcija) realnosti. Pri modelu izločimo lastnosti realnosti, ki nam v danem trenutku ne koristijo in se osredotočimo na lastnosti, ki so nam pomembne.